# Hervormde Kerk (Sint Anna ter Muiden)

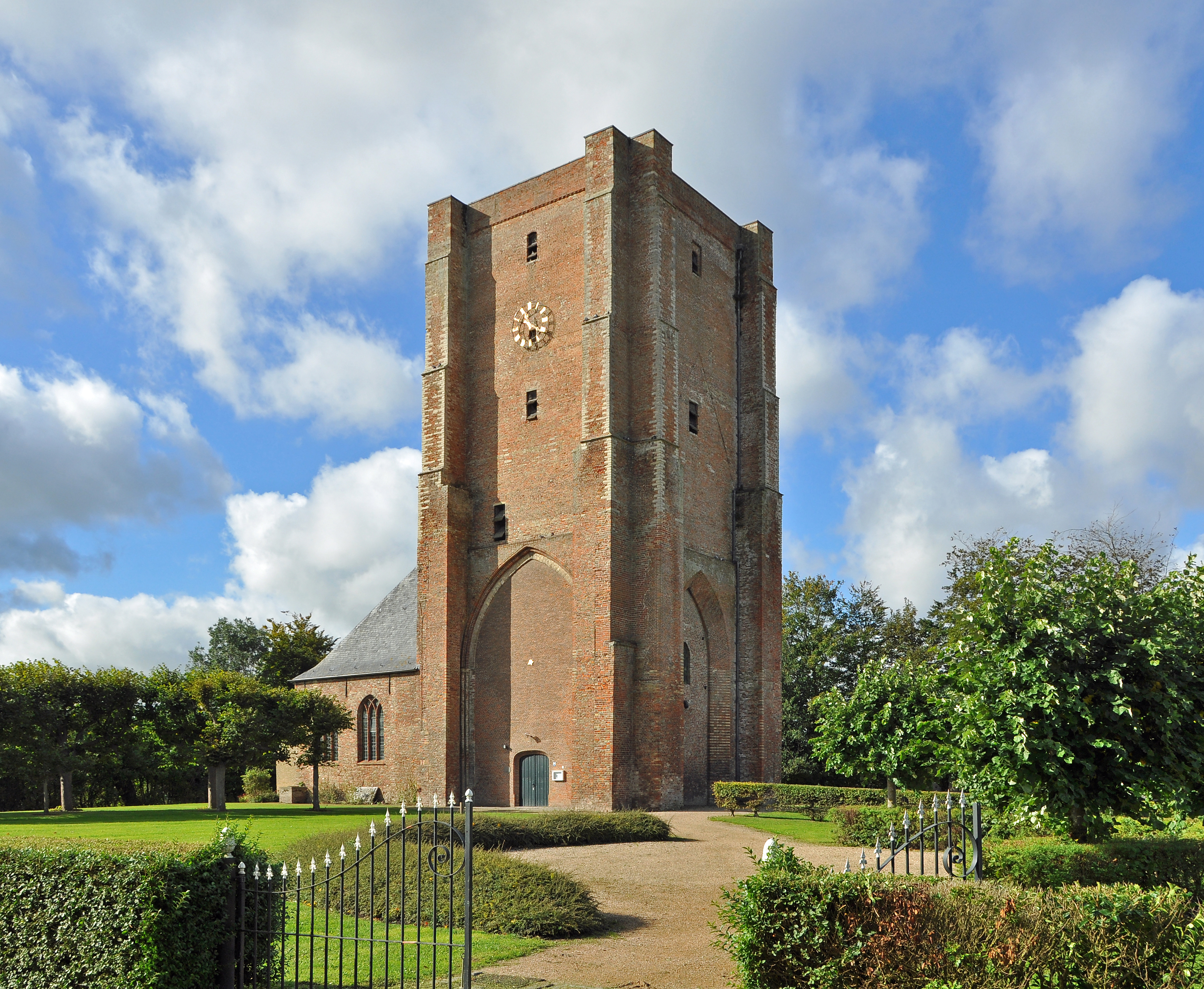
Die Pfarrkirche zu Sint Anna ter Muiden (September 2012)

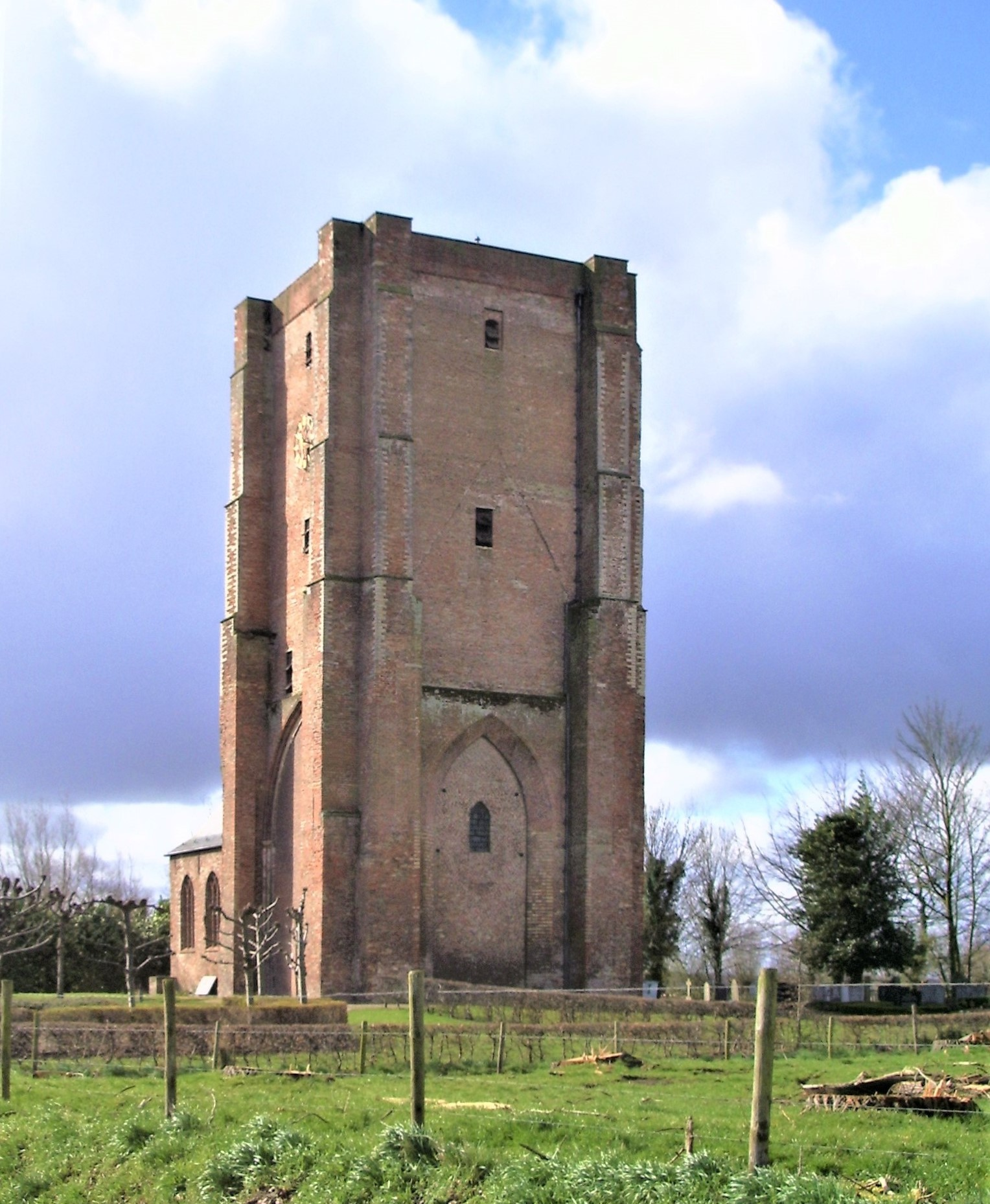
Der gotische frühere Vierungsturm, erkennbar die vermauerten Bögen zu Chor und Querhausarmen

Die Hervormde Kerk (deutsch: Reformierte Kirche) ist das Kirchengebäude einer reformierten Kirchengemeinde innerhalb der Protestantischen Kirche in den Niederlanden in Sint Anna ter Muiden, einem Ortsteil der Gemeinde Sluis in der Provinz Zeeland. Die Kirche ist seit 1973 als niederländisches Rijksmonument eingestuft.

## Geschichte
Der mächtige, weithin sichtbare, Kirchturm im Stil der Scheldegotik der heutigen Reformierten Pfarrkirche stellt den einzigen Überrest eines im Achtzigjährigen Krieg zerstörten Vorgängerbaus dar. Hierbei handelt es sich um den Vierungsturm (niederländisch Kruisingstoren) der ursprünglichen Kirche, der in das 14. Jahrhundert datiert wird. Diese Kirche war zu Ehren der heiligen Anna geweiht, die auch die Schutzpatronin des Ortes wurde. An der Ostseite des Turmes wurde durch die calvinistischen  Gläubigen 1653 eine kleine neue Kirche gebaut, die bis heute von einer reformierten Gemeinde innerhalb der unierten niederländischen Protestantischen Kirche genutzt wird. Das Gebäude ist zuletzt 1956 grundlegend renoviert worden.

## Orgel
In der Kirche befindet sich eine kleine, einmanualige Orgel, die 1872 von der Orgelbaufirma Knipscheer erbaut worden war. Das Instrument hat 10 Manual-Register, darunter drei Diskant-, ein Bass- und ein in Bass- und Diskant geteiltes Register. Das Pedal (C–f3) ist angehängt.
| Manualwerk C–f3 |          |     |    |
| 1.              | Prestant | (D) | 8′ |
| 2.              | Bourdon  |     | 8′ |
| 3.              | Prestant |     | 4′ |
| 4.              | Fluit    |     | 4′ |

| (Fortsetzung) |            |     |        |
| 5.            | Terts      | (D) | 1 3⁄5′ |
| 6.            | Quintfluit |     | 3′     |
| 7.            | Octaaf     |     | 2′     |

| (Fortsetzung) |          |       |    |
| 8.            | Mixtuur  | (B/D) |    |
| 9.            | Dulciaan | (B)   | 8′ |
| 10.           | Trompet  | (D)   | 8′ |